# 磐城平藩

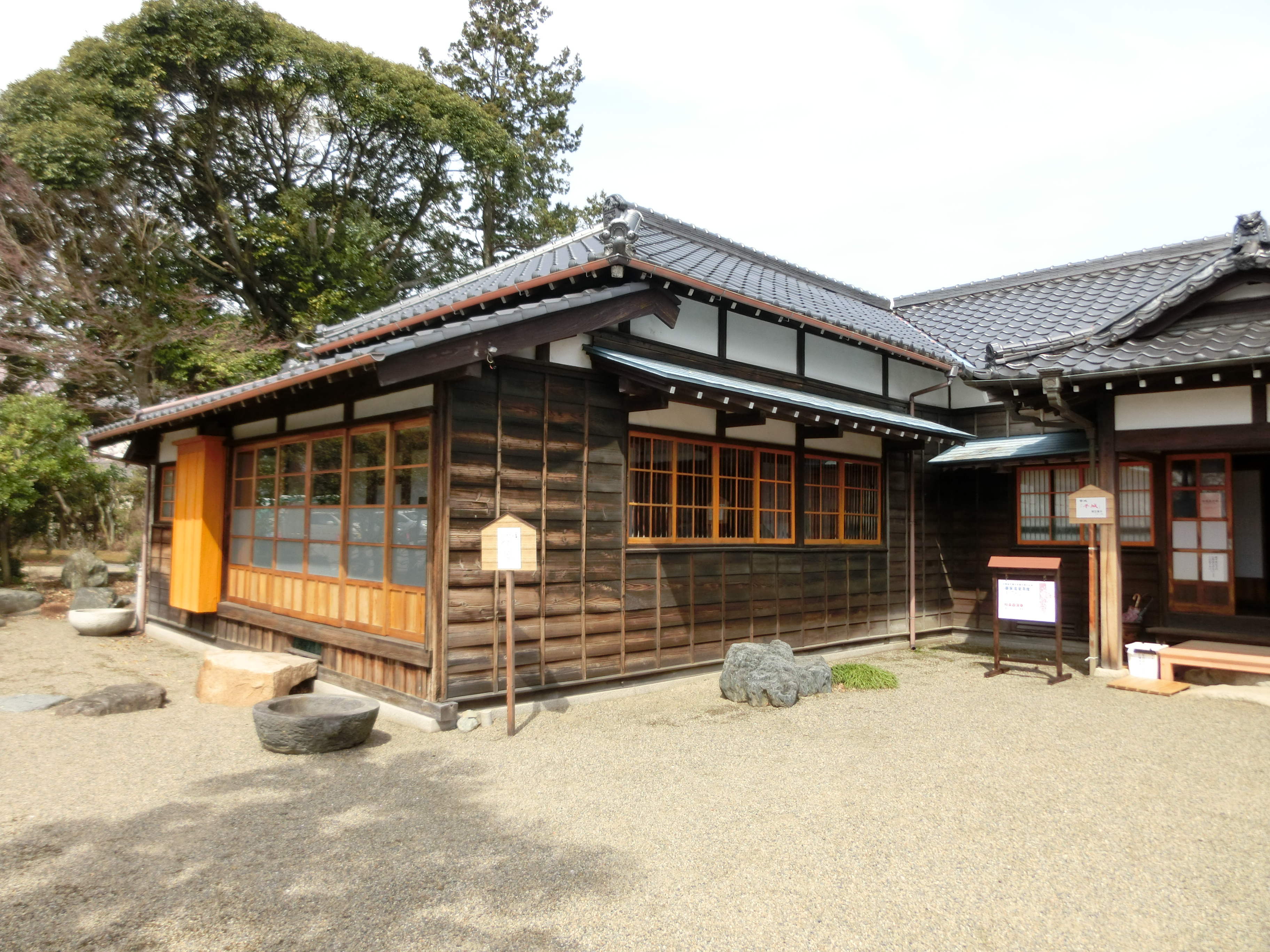
維新後に設置された仮藩庁

磐城平藩（いわきたいらはん）は、江戸時代に旧陸奥国の菊多郡から楢葉郡まで（現在の福島県浜通り南部）を治めた藩である。藩庁は磐城平城（いわき市平）。

## 歴史

### 前史
浜通り南部は、平安時代末期から岩城氏が支配していたが、関ヶ原の戦いで西軍に就いた為に領地を没収された。岩城氏は、後に信濃中村藩（川中島藩）を経て出羽亀田（現在の秋田県由利本荘市郊外）に移転した。
磐城平藩は、鳥居、内藤、井上、安藤の各氏が治めたが、いずれも徳川将軍家の側近であった。また、磐城平藩は、幕末に公武合体を進めた老中・安藤信正の所領として知られている。

### 鳥居時代
岩城氏が去った後に浜通り南部を治めた者は鳥居忠政である。忠政が飯野平に入ると、岩城の「いわ」の字を変更して「磐城平」に都市名を変更し、陸奥国南東部4郡のうち10万石が与えられた。忠政が「いわ」の字を変更したのは、関ヶ原で岩城氏が徳川氏に敵対したため、「岩城」の字を忌避してのことである。
岩城氏の居城は大館城（飯野平城）であったが、その東に新たに磐城平城を築き、それに伴い城下町の再編を行った。今日の八幡小路付近にあった紺屋町等を移して家臣の屋敷にし、高台に数多くあった寺社を移し、そこを城郭にした。磐城平城を建設する際に、治水のため丹後という翁を人柱とした話があり、今日でも「丹後沢」の名前で残っている。
鳥居氏は元和8年（1622年）、出羽国山形に加増転封となった。

### 内藤時代
鳥居氏が山形に転封後、磐城平に入った藩主が上総佐貫の内藤政長である。嫡子忠長（忠興）に2万石、政長の女婿・土方雄重に1万石が与えられ、磐城平藩は7万石となった。
政長が没し、その跡を継いだ者が内藤忠興である。継いだ翌年から約10年にわたって領内の総検地を行い、これによって2万石の増収をもたらした。寛永15年（1638年）の寅の年に集中して行われたので、「寛永寅の縄」といわれる。慶安2年（1649年）には、磐城平藩にとって最初の成文法である「家中法度」「諸代官郷中取扱之定」「郷中御壁書」を制定した。また、新田開発も盛んで、用水路の普請を行った。その代表的なものが小川江と愛谷江である。小川江は、郡奉行澤村勘兵衛勝為により開削され、小川から四倉まで30km、31ヶ村におよぶ。愛谷江は愛谷村から沼之内村まで23ヶ村を潤した。
忠興が隠居して藩主に就任した者が内藤義概である。若い頃から和歌・俳諧に傾倒していたため、藩政を小姓の松賀族之助に委譲してしまった。このことが、後の磐城平藩小姓騒動のもとになってくる。
義概のあと、義孝、義稠、政樹の代まで天災や普請のため財政が圧迫していた。そんな中、元文3年（1738年）9月に百姓一揆が起こった（元文百姓一揆）。それが理由で処罰的な意味もあり、延享4年（1747年）、内藤氏は日向延岡に転封となった。

### 井上時代
内藤氏の後に来たのが井上正経である。磐城平藩を支配したのは延享4年（1747年）から宝暦8年（1758年）の約10年間のみで、史料は少ない。

### 安藤時代
井上氏の後には美濃加納藩主・安藤信成が入封した。入封後、藩校施政堂を八幡小路に創設して藩士の子弟を教育した。漢学を主とし、撃剣を従とした。四書五経・国語・小学・通鑑・習字を中心に教え、後に、兵法・洋学も取り入れた。春秋2回の試験で成績優秀者には褒賞を与えた。明治4年（1871年）に廃止されるまで、磐城平藩の最高学府的な存在であった。
歴代藩主の中で最も有名な人物は、第5代藩主・安藤信正である。信正は桜田門外の変の後、老中として幕政を主導したが、文久2年（1862年）の坂下門外の変で失脚、強制隠居処分に処され、所領も4万石に削減された。
1868年の戊辰戦争では信正は佐幕派としての地位を貫き、磐城平藩は奥羽越列藩同盟に加入して明治政府軍と敵対した。しかし藩庁である磐城平城での攻防戦で敗北し、磐城平城は焼失して藩士は敗走した。

## 歴代藩主

### 鳥居家
譜代 12万石
1. 忠政

### 内藤家
譜代 7万石
1. 政長
2. 忠興
3. 義概
4. 義孝
5. 義稠
6. 政樹

### 井上家
譜代 3万7千石
1. 正経

### 安藤家
譜代 6万7千石→4万石
1. 信成
2. 信馨
3. 信義
4. 信由
5. 信正
6. 信民
7. 信勇

## 幕末の領地
- 陸奥国（磐城国）
  - 菊多郡のうち - 9村
  - 磐前郡のうち - 42村（うち8村および1村の半分が白河県に編入）
  - 磐城郡のうち - 12村
- 美濃国　(厚見郡切通村に切通陣屋を構えて支配した)
  - 厚見郡のうち - 11村（笠松県に編入）
  - 羽栗郡のうち - 2村（同上）
  - 本巣郡のうち - 6村（同上）
  - 方県郡のうち - 11村（同上）
- 三河国
  - 額田郡のうち - 2村
  - 設楽郡のうち - 14村
  - 宝飯郡のうち - 6村

明治維新後に磐前郡5村（旧幕府領4村、旧棚倉藩領1村）、磐城郡1村（旧幕府領）が加わった。